# 國際衝浪協會
國際衝浪協會（英語：International Surfing Association, ISA）是一個獲得國際奧林匹克委員會認可的國際性衝浪運動管理組織。國際衝浪協會所管理的項目包括衝浪、趴板、跪板、longboard、雙人衝浪、淺水衝浪和人體衝浪。

## 簡介
本會在1964年至1973年名為國際衝浪總會（ISF）。1964年開始舉辦每兩一次的衝浪世界盃，1980年開始舉辦青少年衝浪世界盃，2007年開始舉辦衝浪之王世界盃，2011開始舉辦立式划槳衝浪板世界盃。

## 外部連結
- 國際衝浪協會